# Cratere La Caille
La Caille è un cratere lunare di 67,22 km situato nella parte sud-orientale della faccia visibile della Luna.
Il cratere è dedicato all'astronomo francese Nicolas-Louis de Lacaille.

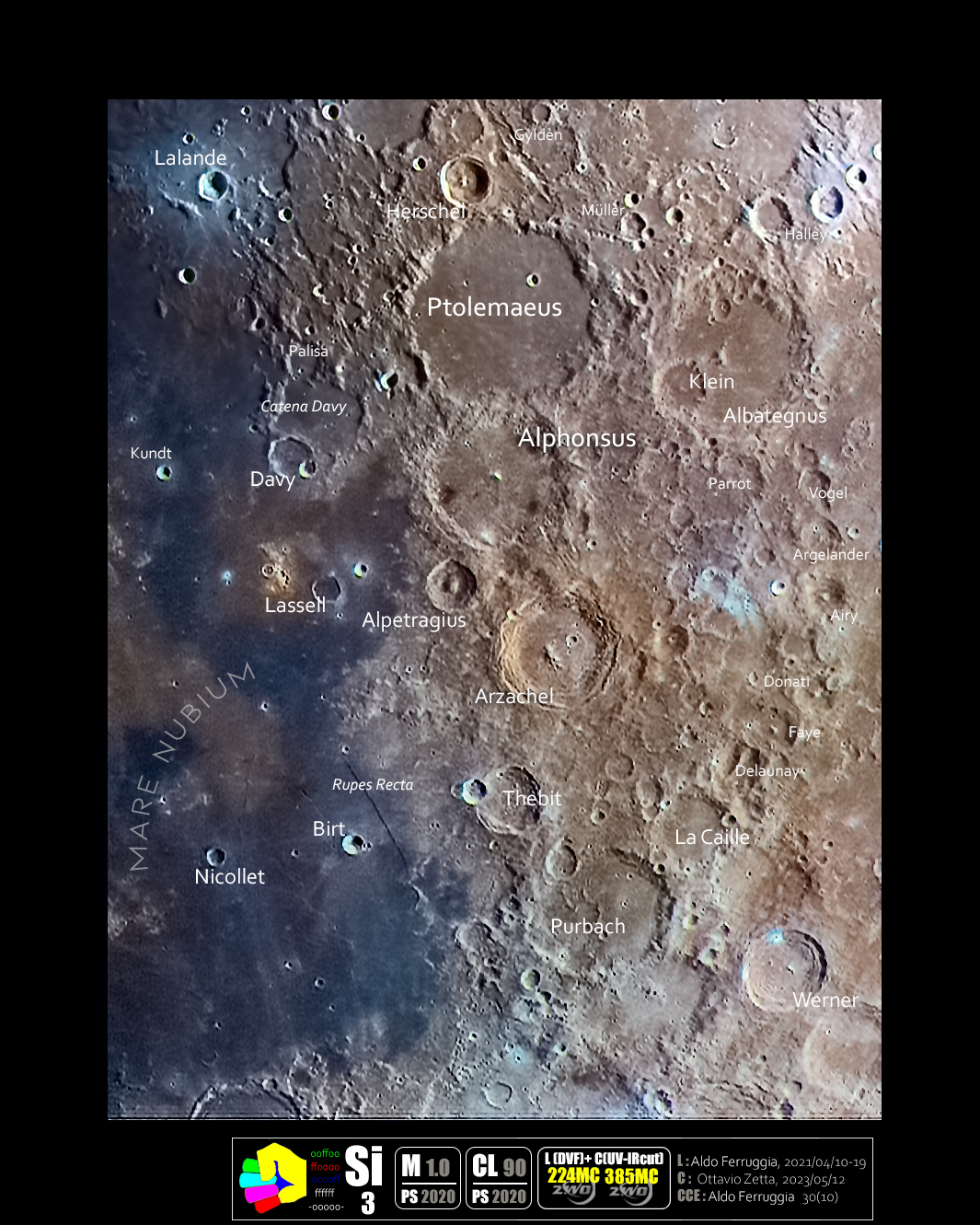
Il cratere (in basso a destra) con le strutture vicine in una Immagine Selenocromatica(Si)

## Crateri correlati
Alcuni crateri minori situati in prossimità di La Caille sono convenzionalmente identificati, sulle mappe lunari, attraverso una lettera associata al nome.
| La Caille | Coordinate           | Diametro (in km) |
| --------- | -------------------- | ---------------- |
| A         | 22°52′12″S 0°24′00″E | 7,82             |
| B         | 20°57′36″S 1°22′12″E | 5,95             |
| C         | 21°15′00″S 1°20′24″E | 13,5             |
| D         | 23°38′24″S 2°11′24″E | 11,14            |
| E         | 23°27′S 2°45′E       | 27,66            |
| F         | 23°36′00″S 3°23′24″E | 8,25             |
| G         | 20°31′12″S 1°58′12″E | 10,15            |
| H         | 24°47′24″S 0°45′00″E | 5,35             |
| J         | 22°32′24″S 0°51′36″E | 4,51             |
| K         | 20°58′12″S 0°31′12″E | 29,38            |
| L         | 24°41′24″S 1°22′12″E | 5,04             |
| M         | 22°20′24″S 1°37′48″E | 15,74            |
| N         | 21°57′36″S 1°16′12″E | 11,2             |
| P         | 22°24′36″S 0°01′12″E | 22,69            |